# Estela de Lerga

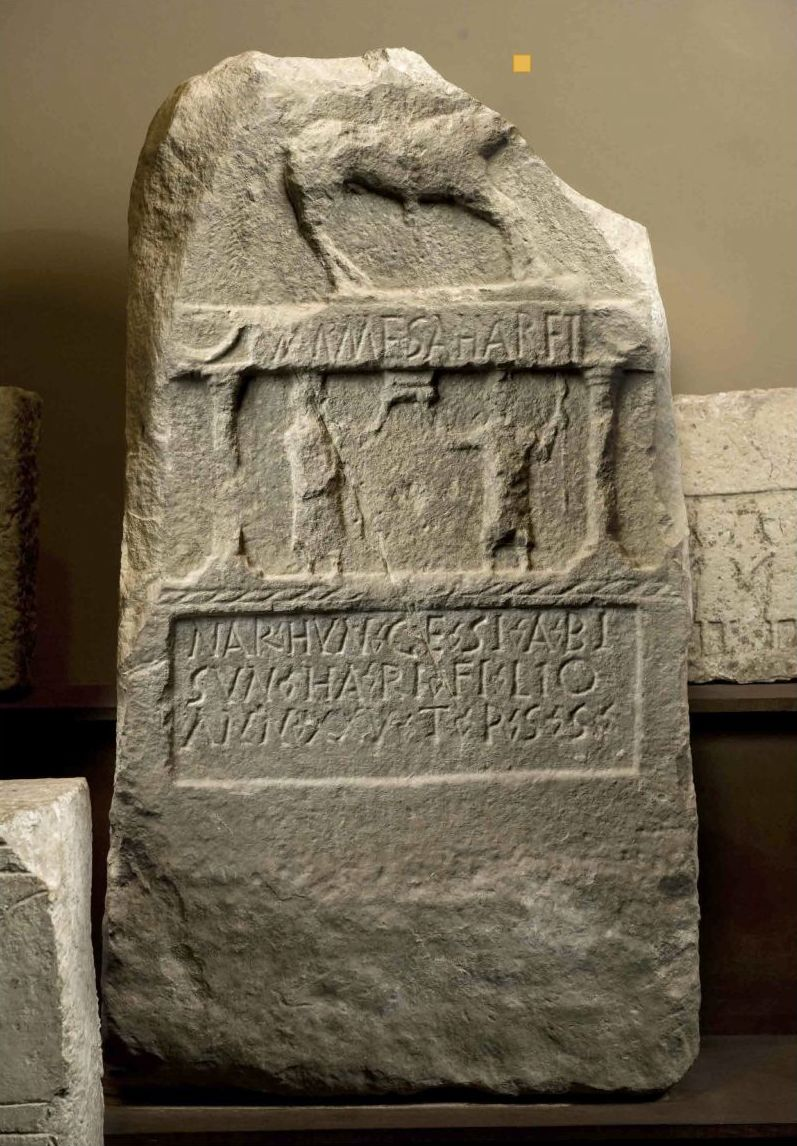
Estela de Lerga con el comienzo UMME SAHAR FI[lius

La estela de Lerga es una estela funeraria hispano-romana de piedra arenisca que se encontró en diciembre de 1960 en la localidad navarra de Lerga, formando parte de las paredes de una ermita de esta localidad desde hacía muchos años. Es de gran importancia, ya que constituye una de los escasas evidencias de la presencia en la antigüedad del antecesor del euskera moderno, el idioma aquitano, al sur de los Pirineos y en particular en el territorio de los vascones.

## Descripción
La estela tiene forma de un rectángulo de 125 cm de altura por unos 68 cm de ancho, las inscripciones suman 46 letras del alfabeto latino distribuidas en cuatro líneas. Su datación la sitúa hacia los siglos II o III de nuestra era.
Esta estela, que además de la inscripción incorpora un bajorrelieve con figuras humanas bailando una danza fúnebre y un jinete a caballo, está dedicada a un joven fallecido, de 25 años, probablemente por su primo, y comienza Umme Sahar fi[lius].

## Interpretación
Los nombres propios que aparecen en la estela, Umme Sahar (en vasco Ume zahar ‘el hijo mayor o primogénito’) y Narhunges hijo de Abisunhat, se consideran vasco-aquitanos.